# Ramazan Bashardost
Ramazan Bashardost (dari: رمضان بشردوست) est un homme politique afghan.

## Biographie
Né dans la province de Ghazni avec des origines ethniques Hazara, Ramazan Bashardost a effectué ses études en France à partir de 1983,.
De retour en Afghanistan en 2002, il rejoint le ministère afghan des Affaires étrangères avant d'être ministre du Plan entre 2004 et 2005. Il est arrivé en 3e position de l'élection présidentielle afghane de 2009.